# Тит (византијски епископ)
Тит Византијски или Тарат († 272.) је био византијски епископ у 3. веку. На том месту наследио је на Евгенија I.
Изабран је за епископ 242. године. Иако су многи епископи пре њега били жртве прогона цара Деција Трајана, Тит је преживео и њега његове наследнике цареве Требонијана Гала и Валеријана. Негово началствовање трајало је 30 години, а на неким местима се спомиње и 35 години и 6 месеци.
Наследио гаје Дометије (византијски епископ).  